# أحمد العكايشي
أحمد العكايشي (من مواليد 23 فيفري 1989 في بنزرت)، مهاجم دولي تونسي .
انتمى العكايشي إلى الأصناف الشابة للنادي الرياضي البنزرتي حتى صنف الأداني ليلتحق بعدها بالنادي الإفريقي، وفي موسم 2006-2007 ضمه المدرب الفرنسي برتران مرشان لمجموعة الأكابر إلا أنه لم يستمر طويلا في الإفريقي لتتم إعارته للنادي البنزرتي قبل أن ينتقل إلى النجم الرياضي الساحلي عام 2008. تألق العكايشي في بداية موسم 2009-2010 في إطار البطولة الوطنية ليتم استدعاءه من طرف المدرب الوطني فوزي البنزرتي ضمن المجموعة المشاركة في كأس أفريقيا بأنغولا إلا أنه لم يشارك إلا عشرين دقيقة في مبارتي الغابون والكامرون. وفي 15 جوان 2010 سجل أول أهدافه مع المنتخب ضد السودان (6-2) في أم درمان في إطار مباراة ودية.
وقع مع الاتحاد السعودي في يوليو 2016.
وقع مع الاتفاق السعودي مطلع عام 2019.
و لعب بعدها في نادي العهد اللبناني و نادي الشحانية القطري و الأهلي القطري .

## وصلات خارجية
أحمد العكايشي على موقع قاعدة بيانات كرة القدم.إي يو (الإنجليزية)
- أحمد العكايشي على موقع بيانات كرة القدم. دي إي (الألمانية)
- أحمد العكايشي على موقع ناشيونال فوتبول تيمز (الإنجليزية)
- أحمد العكايشي على موقع Soccerway.com (الإنجليزية)
- أحمد العكايشي على موقع كووورة